# Hartford Wolf Pack
Das Hartford Wolf Pack ist eine Eishockeymannschaft in der American Hockey League. Sie spielt im XL Center (15.635 Plätze) in Hartford, Connecticut. Die Vereinsfarben sind blau, rot und weiß. Das Wolf Pack ist seit seiner Gründung das Farmteam der New York Rangers (NHL); in der ECHL kooperiert man mit den Cincinnati Cyclones.

## Geschichte
Der Verein wurde 1997 gegründet, nachdem das ansässige NHL-Team Hartford Whalers nach Raleigh umzog und zu den Carolina Hurricanes wurde. Zuvor war die Mannschaft unter den Namen Binghamton Rangers, Binghamton Whalers und bereits seit 1926 in der CAHL als Providence Reds bekannt. Das erste Spiel des Teams fand am 4. Oktober 1997 statt.
Eine besondere Rivalität besteht zu den Lowell Lock Monsters sowie den Bridgeport Sound Tigers. Seinen größten Erfolg feierte der Verein 2000, als man sich in den Play-offs durchsetzte und den Calder Cup gewann.
Am 27. November 2010 wurde das Team in Connecticut Whale umbenannt. Dazu hatte sich der neue Marketing-Direktor entschieden, der zuvor der Besitzer der Hartford Whalers gewesen war. Ab der Saison 2013/14 spielte das Franchise jedoch wieder unter dem ehemaligen Namen Hartford Wolf Pack.

## Trainerhistorie
- E.J. McGuire (1997–1999)
- John Paddock (1999–2002)
- Ryan McGill (2002–2005)
- Jim Schoenfeld (2005–2007)
- Ken Gernander (2007–2017)
- Keith McCambridge (2017–2019)
- Kris Knoblauch (seit 2019)

## Spieler

### NHL
Folgende Spieler spielten in ihrer Karriere je 100 Spiele für das Wolf Pack bzw. die Connecticut Whale und in der National Hockey League. Die Auflistung erhebt keinen Anspruch auf Vollständigkeit.
- Artjom Anissimow
- Derek Armstrong
- Drew Bannister
- Jason Dawe
- Nigel Dawes
- Daniel Girardi
- Tomáš Klouček
- Lauri Korpikoski
- Jamie Lundmark
- J. T. Miller
- Dominic Moore
- Mike Mottau
- Garth Murray
- Pierre-Alexandre Parenteau
- Thomas Pöck
- Corey Potter
- Dale Purinton
- Tom Pyatt
- Wade Redden
- P. J. Stock
- Brent Thompson
- Dale Weise

### Mannschaftskapitäne
- Ken Gernander (1997–2004)
- Craig Weller (2005–2007)
- Andrew Hutchinson (2007–2008)
- Greg Moore (2008–2009)
- Dane Byers (2009–2011)
- Wade Redden (2011–2012)
- Aaron Johnson (2013–2014)
- seit 2014: gleichberechtigte Assistenzkapitäne

## Saisonstatistik
Abkürzungen: GP = Spiele, W = Siege, L = Niederlagen, T = Unentschieden, OTL = Niederlagen nach Overtime, SOL = Niederlagen nach Shootout, Pts = Punkte, GF = Erzielte Tore, GA = Gegentore
| Saison  | GP   | W   | L   | T  | OTL | SOL | Pts  | GF   | GA   | Platzierung (Division)      | Playoffs |
| 1997/98 | 80   | 43  | 24  | 12 | 1   | —   | 99   | 272  | 227  | 2. (New England)            | Sieg im Conference-Viertelfinale, 3:0 (New Haven) Sieg im Conference-Halbfinale, 4:3 (Worcester) Niederlage im Conference-Finale, 1:4 (Saint John)                                        |
| 1998/99 | 80   | 38  | 31  | 5  | 6   | —   | 87   | 256  | 256  | 2. (New England)            | Sieg im Conference-Viertelfinale, 3:0 (Springfield) Niederlage im Conference-Halbfinale, 0:4 (Providence)                                                                                 |
| 1999/00 | 80   | 49  | 22  | 7  | 2   | —   | 107  | 249  | 198  | 1. (New England)            | Sieg im Conference-Viertelfinale, 3:2 (Springfield) Sieg im Conference-Halbfinale, 4:1 (Worcester) Sieg im Conference-Finale, 4:3 (Providence) Sieg im Calder-Cup-Finale, 4:2 (Rochester) |
| 2000/01 | 80   | 40  | 26  | 8  | 6   | —   | 94   | 263  | 247  | 2. (New England)            | Niederlage im Conference-Viertelfinale, 2:3 (Providence) |
| 2001/02 | 80   | 41  | 26  | 10 | 3   | —   | 95   | 249  | 243  | 2. (East)                   | Sieg im Conference-Viertelfinale, 3:2 (Manchester) Niederlage im Conference-Halbfinale, 1:4 (Hamilton)                                                                                    |
| 2002/03 | 80   | 33  | 27  | 12 | 8   | —   | 86   | 255  | 236  | 3. (East)                   | Niederlage in der Qualifikationsrunde, 0:2 (Springfield) |
| 2003/04 | 80   | 44  | 22  | 12 | 2   | —   | 102  | 198  | 153  | 1. (Atlantic)               | Sieg im Conference-Viertelfinale, 4:1 (Portland) Sieg im Conference-Halbfinale, 4:0 (Worcester) Niederlage im Conference-Finale, 3:4 (Wilkes-Barre/Scranton)                              |
| 2004/05 | 80   | 50  | 24  | —  | 3   | 3   | 106  | 206  | 160  | 2. (Atlantic)               | Niederlage im Conference-Viertelfinale, 2:4 (Lowell) |
| 2005/06 | 80   | 48  | 24  | —  | 2   | 6   | 104  | 292  | 241  | 2. in der Atlantic Division | Sieg im Conference-Viertelfinale, 4:3 (Manchester) Niederlage im Conference-Halbfinale, 2:4 (Portland)                                                                                    |
| 2006/07 | 80   | 47  | 29  | —  | 3   | 1   | 98   | 231  | 201  | 2. (Atlantic)               | Niederlage im Conference-Viertelfinale, 3:4 (Providence) |
| 2007/08 | 80   | 50  | 20  | —  | 2   | 8   | 110  | 266  | 198  | 2. (Atlantic)               | Niederlage im Conference-Viertelfinale, 1:4 (Portland) |
| 2008/09 | 80   | 46  | 27  | —  | 3   | 4   | 99   | 243  | 216  | 1. (Atlantic)               | Niederlage im Conference-Viertelfinale, 2:4 (Worcester) |
| 2009/10 | 80   | 36  | 33  | —  | 6   | 5   | 83   | 231  | 251  | 6. (Atlantic)               | nicht qualifiziert |
| 2010/11 | 80   | 40  | 32  | —  | 2   | 6   | 88   | 221  | 223  | 3. (Atlantic)               | Niederlage im Conference-Viertelfinale, 2:4 (Portland) |
| 2011/12 | 76   | 36  | 26  | —  | 7   | 7   | 86   | 210  | 208  | 2. (Northeast)              | Sieg im Conference-Viertelfinale, 3:0 (Bridgeport) Niederlage im Conference-Halbfinale, 2:4 (Norfolk)                                                                                     |
| 2012/13 | 76   | 35  | 32  | —  | 6   | 3   | 79   | 213  | 222  | 2. (Northeast)              | nicht qualifiziert |
| 2013/14 | 76   | 37  | 32  | —  | 1   | 6   | 81   | 202  | 220  | 3. (Northeast)              | nicht qualifiziert |
| 2014/15 | 76   | 43  | 24  | —  | 5   | 4   | 95   | 221  | 214  | 1. (Northeast)              | Sieg im Conference-Viertelfinale, 3:2 (Providence) Sieg im Conference-Halbfinale, 4:2 (Hershey) Niederlage im Conference-Finale, 0:4 (Manchester)                                         |
| Gesamt  | 1424 | 756 | 481 | 66 | 68  | 53  | 1699 | 4278 | 3914 |                             | 15 Playoff-Teilnahmen 1 Calder-Cup-Gewinn 28 Serien: 14 Siege, 14 Niederlagen 145 Spiele: 71 Siege, 74 Niederlagen                                                                        |

## Teamrekorde
Im Folgenden werden ausgewählte Spielerrekorde des Teams sowohl über die gesamte Karriere als auch über einzelne Spielzeiten aufgeführt. Inbegriffen ist dabei der Zeitraum von 1997 bis heute.
|                           | Name            | Anzahl                        |
| Meiste Spiele             | Ken Gernander   | 599 (in 8 Spielzeiten)        |
| Meiste Tore               | Brad Smyth      | 184                           |
| Meiste Vorlagen           | Derek Armstrong | 204                           |
| Meiste Punkte             | Brad Smyth      | 365 (184 Tore + 181 Vorlagen) |
| Meiste Strafminuten       | Dale Purinton   | 1240                          |
| Meiste Shutouts           | Jason LaBarbera | 21                            |
| Meiste Siege als Torhüter | Jason LaBarbera | 91                            |

|                               | Name              | Anzahl                      | Saison  |
| Meiste Tore                   | Brad Smyth        | 50                          | 2000/01 |
| Meiste Vorlagen               | Derek Armstrong   | 69                          | 2000/01 |
| Meiste Punkte                 | Derek Armstrong   | 101 (32 Tore + 69 Vorlagen) | 2000/01 |
| Meiste Punkte als Verteidiger | Andrew Hutchinson | 64 (18 Tore + 46 Vorlagen)  | 2007/08 |
| Meiste Strafminuten           | Dale Purinton     | 415                         | 1999/00 |
| Meiste Shutouts               | Jason LaBarbera   | 13 (AHL-Rekord)             | 2003/04 |
| Meiste Siege als Torhüter     | Jason LaBarbera   | 34                          | 2003/04 |